# نصف دولار اليوبيل الماسي لولاية كاليفورنيا
نصف دولار اليوبيل الماسي لولاية كاليفورنيا قطعة فضية تذكارية بقيمة خمسين سنتًا من الولايات المتحدة سُكت في دار سك العملة في سان فرانسيسكو عام 1925. صدر للاحتفال بالذكرى 75 لتأسيس ولاية كاليفورنيا.
أرادت لجنة مواطني سان فرانسيسكو إصدار عملة تذكارية كوسيلة لجمع التبرعات للاحتفال باليوبيل الماسي لتأسيس الولاية. أرفق أحد أعضاء الكونغرس من ولاية كاليفورنيا تفويضًا بذلك لمشروع قانون آخر للعملة، الذي وافق عليه الكونغرس في أوائل عام 1925. قوبلت تصميمات النحات جو مورا باستقبال عدائي في لجنة الفنون الجميلة، ولكن لجنة المواطنين لم ترغب في تغييرها، ووافق عليها. حظيت هذه العملة المعدنية بإشادة واسعة النطاق لجمالها في السنوات التي تلت ذلك.
سُكت العملات المعدنية في أغسطس 1925 في سان فرانسيسكو، بيعت في الشهر التالي. ولم تُباع بالقدر المأمول: حيث لم يُسك سوى حوالي 150 ألف عملة من أصل 300 ألف عملة مصرح بطبعها، ومن بين هذه العملات، لم يباع ما يقرب من النصف وصهرت. صُنفت العملة المعدنية بسعر يتراوح بين 200 و1300 دولار، على الرغم من أن عينات استثنائية بيعت مقابل المزيد من المال.

## خلفية
كانت الأرض التي تشكل الآن ولاية كاليفورنيا أول منطقة يزورها الأوروبيون عندما زارها المستكشف الإسباني خوان رودريجيز كابريلو في عام 1542. لم يحظ تقريره إلى التاج الإسباني باهتمام كبير، ولم يتحرك الإسبان لاستعمار المنطقة إلا بعد أن وطأها البحار الإنجليزي السير فرانسيس دريك في عام 1579. مع ذلك، على مدى السنوات الـ 275 التالية، شهدت كاليفورنيا عددًا قليلًا من المستوطنين، معظمهم حول سلسلة البعثات التي تأسست هناك، سواء تحت الحكم الإسباني، ثم تحت الحكم المكسيكي.
وفقًا لمؤلف علم العملات آرني سلابوغ، "جلب وصول المستوطنين الأمريكيين تغييرين إلى كاليفورنيا لا يزالان مستمرين حتى يومنا هذا: المهاجرون (الأجانب والأمريكيون) والنشاط". ثار المستوطنون الأمريكيون عام 1846، ضد الحكم المكسيكي، وأسسوا جمهورية علم الدب؛ كان علمها يحمل صورة دب رمادي. ثبت أن الجمهورية لم تدم طويلاً؛ بدأت الحرب المكسيكية الأمريكية، واحتلت القوات الأمريكية كاليفورنيا. قبل أسبوع من توقيع معاهدة غوادالوبي هيدالغو في يناير 1848، اكتشف الذهب في مطحنة سوتر بواسطة جيمس دبليو مارشال. تلا ذلك اندفاع الذهب في كاليفورنيا، كما حدث مع إعلان ولاية كاليفورنيا في عام 1850.

## بداية
نشأ نصف دولار اليوبيل الماسي لولاية كاليفورنيا برغبة لجنة مواطني سان فرانسيسكو ( أنجيلو جيه روسي، رئيسًا)، في الحصول على نصف دولار تذكاري لبيعه كوسيلة لجمع التبرعات للاحتفال المحلي بالذكرى 75 لتأسيس ولاية كاليفورنيا. في 9 يناير 1925، قُدم مشروع قانون في مجلس الشيوخ لإصدار نصف دولار فضي، دولار ذهبي لإحياء ذكرى معركة بينينجتون واستقلال ولاية فيرمونت خلال فترة الحرب الثورية الأمريكية. مُرر مشروع القانون في مجلس الشيوخ بعد تعديل أزال الدولار الذهبي. عندما ناقش مشروع القانون في مجلس النواب في 16 فبراير/شباط 1925، اقترح عضو الكونغرس عن ولاية كاليفورنيا جون إي. راكر تعديلاً لإضافة عملة معدنية بمناسبة الذكرى 75 لقيام ولاية كاليفورنيا. عارض هذا بشدة الممثل ألبرت فيستال، رئيس لجنة مجلس النواب المعنية بالعملات المعدنية، الأوزان، والمقاييس، والذي صرح بأن مكتب سك العملة يعارض صنع "هذه العملات الخاصة". أضاف أنه بسبب هذا، وافق ممثل واشنطن ألبرت جونسون على سحب مشروع قانونه الخاص بإقامة نصب تذكاري لتكريم حصن فانكوفر في ولاية واشنطن. ومع ذلك، أصر راكر، ومُرر تعديله. ثم عرض النائب جونسون تعديلاً لإضافة نصف دولار من عملة فورت فانكوفر المئوية إلى مشروع القانون، وإلى حزن فيستال، اعتمد هذا التعديل أيضًا. ومُرر مشروع القانون في مجلس النواب، ووافق مجلس الشيوخ على تعديلات مجلس النواب دون مناقشة في 17 فبراير.
حث وزير الخزانة أندرو دبليو ميلون الرئيس كالفين كوليدج على استخدام حق النقض ضد مشروع القانون، وكتب:
الحكومة الفيدرالية تسمح بتسويق نظام سكها النقدي لصالح أي احتفال، سواء كان وطنيًا في نطاقه أم لا... أشعر أنه حتى في ذكرى ذات أهمية وطنية، لا ينبغي أن يُطلب من الخزانة إفساد نظامها النقدي... كل حالة هي سابقة للحالة التالية، ويجب أن نضع حدًا لتحويل عملتنا عن غرضها المشروع كوسيلة للدفع من قبل عامة الناس لمعاملاتهم التجارية، إلى وسيلة ربح لهيئات معينة.

مع ذلك، وقع كوليدج على مشروع القانون، الذي أصبح قانون 24 فبراير 1925، والذي يجيز العملات الثلاث. هذه هي المرة الأولى التي يتناول فيها تشريع العملات التذكارية أكثر من قضية واحدة. اعتمد إجمالي 300,000 قطعة نقدية من كاليفورنيا، حيث ستُسحب العملات المعدنية بالقيمة الاسمية نيابة عن لجنة المواطنين من قِبل جمعية مقاصة سان فرانسيسكو أو جمعية مقاصة لوس أنجلوس. وزعت المجموعة الأخيرة من البنوك في عام 1923 نصف دولار بمناسبة الذكرى المئوية لمبدأ مونرو.

## تحضير
في 4 مايو 1925، أرسل روسي رسالة إلى مدير دار سك العملة روبرت جيه جرانت. أشار روسي إلى أنه كان هناك بعض التأخير في إعداد التصميم لنصف الدولار الجديد، وأن السيناتور عن ولاية كاليفورنيا صامويل م. شورتريدج حث لجنة روسي على المضي قدمًا دون تأخير. أرفق روسي رسومات للنحات الكاليفورني جوزيف (جو) مورا، مع الوعد بأن التصميم النهائي والنموذج سوف يتبعان ذلك. ختار أعضاء لجنة المواطنين مورا بالإجماع، معتقدين أنه الفنان الوحيد القادر على تجسيد روح ما يُحتفل به.

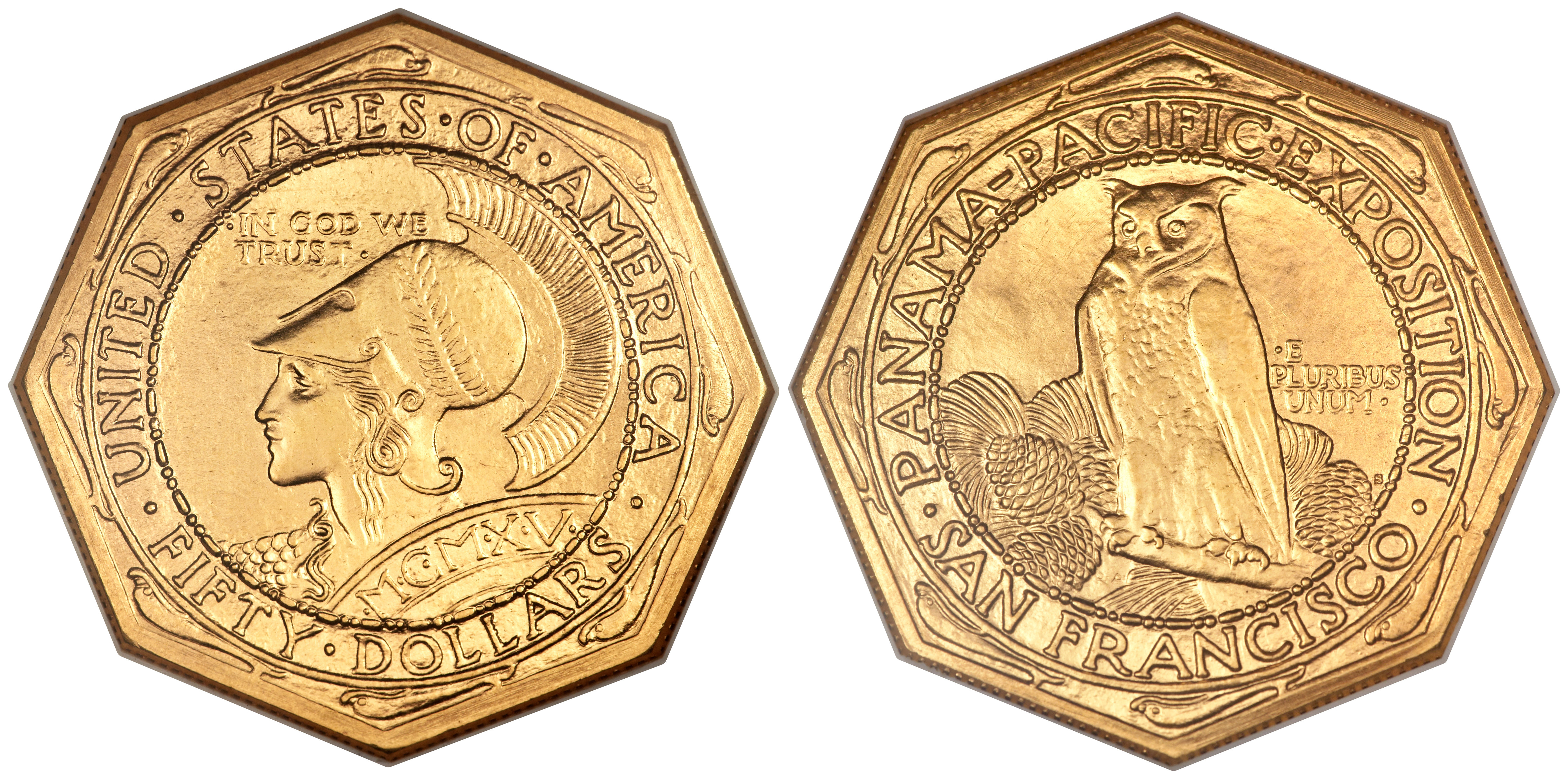
روبرت آي أيتكين هو من ابتكر عملات بنما والمحيط الهادئ بقيمة 50 دولارًا، ولكن لم يتم تعيينه لعمل نصف دولار اليوبيل الماسي في كاليفورنيا بسبب التكاليف.

عند الاستلام، ارسلت الرسومات والرسالة إلى لجنة الفنون الجميلة، المكلفة منذ عام 1921 بتقديم توصيات بشأن تصميم العملات المعدنية، ثم إلى عضوها النحات جيمس إيرل فريزر، مصمم عملة النيكل من نوع بوفالو. كتب فريزر إلى روسي في 18 مايو، منتقدًا التصاميم، قائلًا: "الدب قصير جدًا، الشيء برمته عديم الخبرة وغير متقن." وأوصى بالاستعانة بتشيستر بيتش (الذي يُنسب إليه تصميم عملة مبدأ مونرو لعام 1923) أو روبرت آي أيتكين (الذي صمم عملات بنما باسيفيك فئة 50 دولارًا لعام 1915)، حيث كلاهما من كاليفورنيا ويبتكران "شيئًا سيكون أكثر إثارة للاهتمام وله إحساس أكبر بماهية كاليفورنيا الحقيقية".
على الرغم من توصيات فريزر، فإن لجنة المواطنين بقيت مع مورا، الذي أنجز بسرعة الرسومات النهائية. اقترح أنتوني سوياتيك، ووالتر برين، في مجلدهما حول العملات التذكارية الأمريكية، أن لجنة المواطنين لم تستأجر بيتش أو أيتكين بسبب نقص الوقت وعدم الرغبة في دفع رسومهما الكبيرة. ارسلت النماذج النهائية إلى دار سك النقود في فيلادلفيا في 17 يونيو، وإرسالها إلى اللجنة. بحلول هذا الوقت، لم يعد فريزر عضوًا في اللجنة وإرسالهم إلى لورادو تافت، جنبًا إلى جنب مع ملاحظة مفادها أن لجنة المواطنين لم تستأجر أيتكين بسبب التكلفة وأن التصميمات الجديدة لم تكن أفضل من القديمة. ومع ذلك، أوصى كل من تافت وعضو آخر، لويس آيرز، بالقبول. اقترح آيرز "أن توضع عبارة "نحن نثق في الله" في موضع لا يبدو فيه وكأن فريق 49ers كان يقليها في الزيت". أكد مؤرخ العملات دون تاكساي أن هذه النصيحة لم تُتبع بسبب عدم وجود موضع بديل لوضع الشعار.
بعد قبول التصاميم، أنشأت الدار قوالب عمل تعتمد على نموذج الجبس في يوليو 1925. أرسلت هذه العملات من فيلادلفيا إلى دار سك العملة في سان فرانسيسكو، حيث سُك 150 ألف عملة معدنية في أغسطس، بالإضافة إلى 200 عملة مخصصة للفحص والاختبار في اجتماع لجنة التحليل بالولايات المتحدة عام 1926.

## تصميم

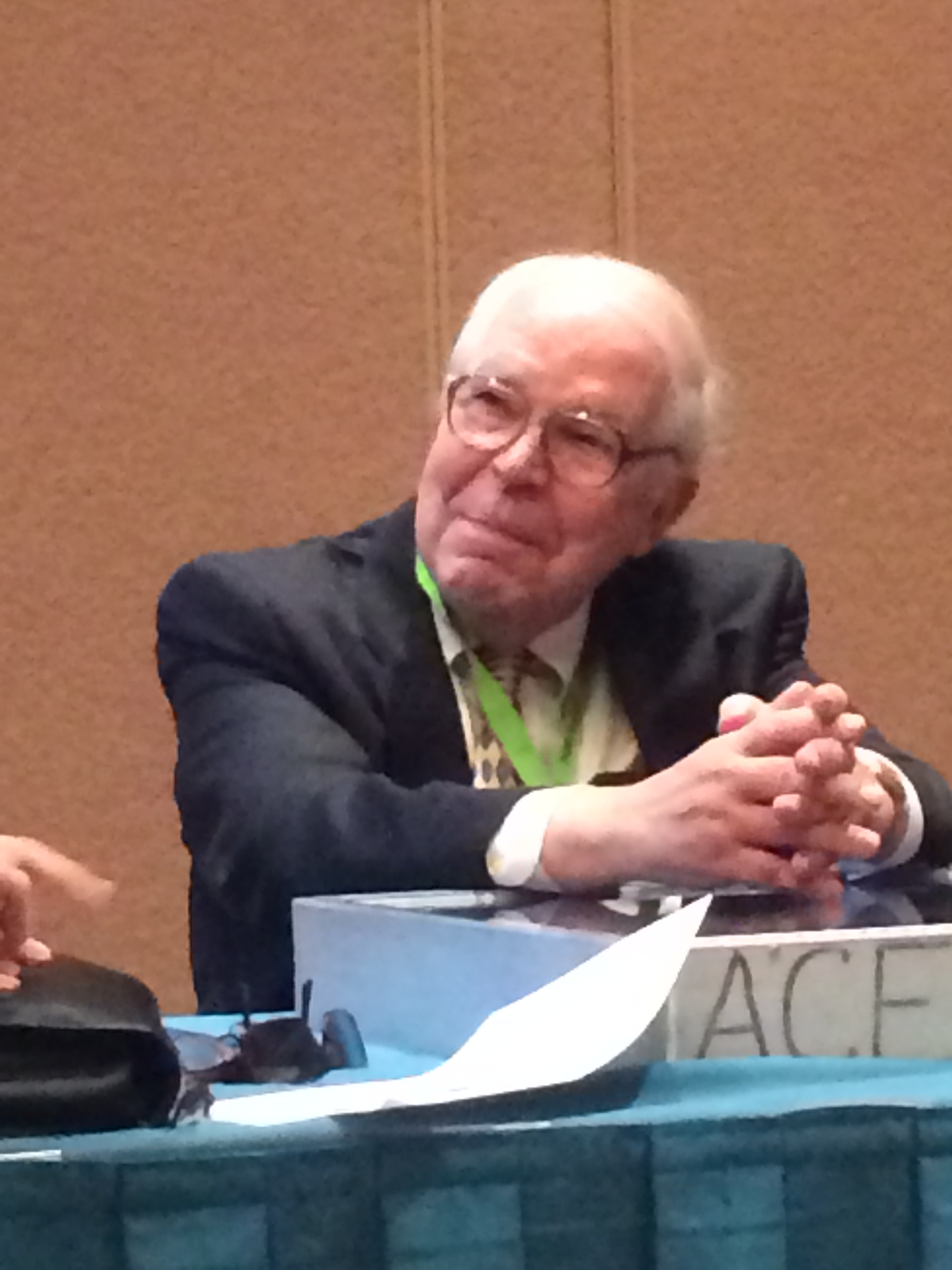
أشاد س. ديفيد باورز بنصف الدولار الخاص بيوم اليوبيل الماسي في كاليفورنيا.

عند إنشاء نصف الدولار، استخدم مورا زخارف تذكر بولاية كاليفورنيا في وقت إعلانها عام 1850. يُصور الوجه الأمامي منقبًا عن الذهب راكعًا. يغسل المواد بمقلاته بحثًا عن قطع من الذهب الغريني. يتكيف الوجه الخلفي مع علم كاليفورنيا، المعروف باسم علم الدب، والذي يظهر فيه دب رمادي. ترك مورا الحقول، أو الخلفية، للعملة المعدنية غير مصقولة، مما أعطى القطعة مظهرًا محكمًا.
حظي نصف الدولار الذي يحمل ذكرى اليوبيل الماسي في كاليفورنيا بإعجاب واسع النطاق. اعتبر سوياتيك هذه العملة "واحدة من الأعمال الفنية النقدية المفضلة لدي". وفقًا لتاجر العملات والمؤلف كيو ديفيد باورز، "لجنة المواطنين... تجاهل بحكمة انتقادات فريزر". كتب إريك براذرز في مقالته عن العملة المعدنية عام 2014 أنها "تجسد الصورة الجوهرية لكاليفورنيا في خمسينيات القرن التاسع عشر". اعتبر ديفيد إم. بولووا، الذي درس العملات التذكارية نيابة عن الجمعية الأمريكية لعلم العملات في ثلاثينيات القرن العشرين، أنها "نصف دولار قوي للغاية ومنفذ بشكل جيد، حيث يرتبط الوجه والظهر ببعضهما البعض بشكل واضح". كتب معاصره، ب. ماكس ميل، في عام 1937 أنها كانت "عملة معدنية جميلة"... [الوجه] هو قطعة فنية رائعة جدًا". ومع ذلك، أخطأ في اعتبار الحيوان الموجود على ظهر العملة دبًا قطبيًا، وأعرب عن حيرته: "لقد سافرت وتجولت في كاليفورنيا من أحد طرفيها إلى الطرف الآخر ولم أرَ دبًا قط".
اعتبر مؤرخ الفن كورنيليوس فيرمول، في مجلده عن العملات الأمريكية، أن القطعة الكاليفورنية "واحدة من أعظم أعمال العملات النقدية الأمريكية". اعتبر التصميم جريئًا، فعالًا، وأعجب بشكل خاص بالحيوان، مشيرًا إلى أن "العضلات، العظام، وخصلات الفراء تعبر عن التصميم الهائل للدب". شعر أن الحروف ناجحة بشكل خاص، حيث استخدم حجمين مختلفين، وعلى الرغم من وجود العبارات الثلاث المعتادة على العملات الأمريكية ("الحرية"، "نحن نثق في الله"، و" من الكثرة واحد")، فإن "الوضع يتعامل معه بمهارة شديدة بحيث يبدو من الصعب إدراك الثلاثة... تستخدم النقوش".

## التوزيع والتحصيل
تبرع بنصف دولار أمريكي الأول الذي سك بمناسبة اليوبيل الماسي لولاية كاليفورنيا إلى متحف النصب التذكاري في حديقة جولدن جيت، سان فرانسيسكو. ومعالجة القالب المستخدم في الضربات الأولية بشكل خاص لإنتاج تأثير متجمد أو نقش بارز، الذي تآكل بعد الضربات الأولى التي بلغت حوالي 75 ضربة، وفقًا لـ سويتاك في مجلده الأخير عن التذكاريات. يقترح عالم العملات كيفن فلين أن أول 100 قطعة تعرض هذه الأسطح الخاصة، وأن هذا بناءً على طلب روسي لتقديمها لكبار الشخصيات. هناك قطعة واحدة معروفة بدون علامة دار سك العملة؛ من المرجح أنها كانت قطعة تجريبية، إعدادها وتملكها من قِبل كبير النقاشين في دار سك العملة جون ر. سينوك، ثم بيعت لاحقًا من ممتلكاته.
لا بد أن يكون نصف دولار على الأقل قد غادر دار سك العملة في سان فرانسيسكو بحلول 26 أغسطس 1925، كما ظهر في اجتماع جمعية علم العملات على ساحل المحيط الهادئ في ذلك اليوم  منح الأطفال الذين ولدوا في الذكرى 75 لولاية كاليفورنيا (9 سبتمبر 1925) في تلك الولاية نصف دولار واحد، بإجمالي 494 دولارًا. وتركيب بعض القطع في الشارات التي يستخدمها المسؤولون. بيع العديد منها في احتفال أقيم في سان فرانسيسكو في الفترة من 6 إلى 12 سبتمبر/أيلول احتفالاً بهذه الذكرى. ورغم أن هواة جمع العملات والتجار اشتروا آلاف القطع، فمن المعتقد أن الجزء الأكبر ذهب إلى غير هواة جمع العملات. وفقًا لباورز، "لم تكن جهود التوزيع منسقة بشكل جيد بشكل خاص" ارجع 63,606 قطعة إلى دار سك العملة من أجل الصهر، مما ترك إجمالي 86,594 قطعة موزعة على الجمهور، بما في ذلك عُملات التحليل.
ارتفع سعر نصف الدولار تدريجيًا على مر السنين، كانت النكسات الوحيدة هي انخفاض الأسعار بعد طفرة العملات التذكارية في عامي 1936 و1980. يُدرج إصدار عام 2015 من كتاب ريتشارد إس. ييومان "دليل العملات المعدنية في الولايات المتحدة" سعرها بين 200 و1300 دولار، اعتمادًا على حالتها. بيع واحدة منها، في حالة استثنائية من طراز MS-68، بمبلغ 17250 دولارًا في مزاد عام 2009.

### الاستشهادات
1. 1 2  Yeoman، صفحات 208, 284.
2. 1 2 3  Slabaugh، صفحة 69.
3. ↑  Swiatek & Breen، صفحة 35.
4. ↑  Taxay، صفحة 89.
5. ↑  Taxay، صفحات 89–90.
6. ↑  1925 Congressional Record, Vol. 71, Page 3930
7. ↑  House Committee on Coinage, Weights and Measures (5 يونيو 1947). "Issuance of Commemorative Coins". ص. 6. (الاشتراك مطلوب)
8. 1 2  Flynn، صفحة 350.
9. 1 2  Swiatek، صفحة 150.
10. ↑  Bowers، صفحة 179.
11. ↑  Taxay، صفحة 103.
12. 1 2 3 4  Brothers، صفحة 69.
13. 1 2 3 4 5 6  Taxay، صفحة 106.
14. ↑  Swiatek & Breen، صفحات 35–36.
15. 1 2 3  Swiatek & Breen، صفحة 36.
16. 1 2 3 4 5  Bowers، صفحة 178.
17. 1 2 3  Vermeule، صفحة 171.
18. 1 2  Swiatek، صفحة 151.
19. ↑  Swiatek، صفحات 151–152.
20. ↑  Flynn، صفحة 65.
21. ↑  Bowers، صفحات 179–180.
22. ↑  Bowers، صفحة 180.
23. ↑  Yeoman، صفحة 294.
24. ↑  Swiatek، صفحة 153.

### فهرس
- Bowers، Q. David (1992). Commemorative Coins of the United States: A Complete Encyclopedia. Wolfeboro, NH: Bowers and Merena Galleries, Inc.
- Brothers، Eric (مايو 2014). "Have Pen, Will Travel". The Numismatist. Colorado Springs, CO: American Numismatic Association: 69.
- Flynn، Kevin (2008). The Authoritative Reference on Commemorative Coins 1892–1954. Roswell, GA: Kyle Vick. OCLC:711779330.
- Slabaugh، Arlie R. (1975). United States Commemorative Coinage (ط. second). Racine, WI: Whitman Publishing. ISBN:978-0-307-09377-6.
- Swiatek، Anthony (2012). Encyclopedia of the Commemorative Coins of the United States. Chicago: KWS Publishers. ISBN:978-0-9817736-7-4.
- Swiatek، Anthony؛ Breen، Walter (1981). The Encyclopedia of United States Silver & Gold Commemorative Coins, 1892 to 1954. New York: Arco Publishing. ISBN:978-0-668-04765-4.
- Taxay، Don (1967). An Illustrated History of U.S. Commemorative Coinage. New York: Arco Publishing. ISBN:978-0-668-01536-3.
- Vermeule، Cornelius (1971). Numismatic Art in America. Cambridge, MA: The Belknap Press of دار نشر جامعة هارفارد. ISBN:978-0-674-62840-3.
- Yeoman، R.S. (2014). A Guide Book of United States Coins (ط. 68th). Atlanta, GA: Whitman Publishing. ISBN:978-0-7948-4215-4.